# Гаджиев, Рауф Солтан оглы
Рауф Солтан оглы Гаджиев (азерб. Rauf Soltan oğlu Hacıyev; 15 мая 1922, Баку — 19 сентября 1995, Баку) — советский и азербайджанский композитор, министр культуры Азербайджанской ССР (1965—1971). Народный артист СССР (1978).

## Биография
Родился 15 мая 1922 года в Баку.

Мемориальная доска на стене дома в Баку, в котором жил Рауф Гаджиев

В возрасте 18 лет написал своё первое произведение — оперетту «Проделки студентов».
С 1948 по 1949 год учился в Московский консерватории по классу инструментовки у Н. П. Ракова, в 1953 году окончил Азербайджанскую консерваторию по классу композиции (выпуск К. Караева).
В 1955 году организовал Государственный эстрадный оркестр Азербайджана, был его художественным руководителем до 1964 года.
В 1964 году стал директором Бакинской филармонии, а год спустя занял пост министра культуры Азербайджанской ССР, проработав в этой должности до 1971 года.
По инициативе советского руководства в качестве генерального советника по вопросам искусства на африканском континенте был направлен в Алжир, где проработал 8 лет. Участвовал в создании в Алжире академий музыки, танца и театра. Принимал участие в постановке программы из трёх одноактных балетов на собственную музыку, которая была показана на гастролях в Париже.
По возвращении на родину стал председателем Союза композиторов Азербайджанской ССР, занимал эту должность до своей кончины. Член Союза кинематографистов Азербайджанской ССР
Член КПСС с 1958 года.
Скончался 19 сентября 1995 года в Баку. Похоронен на Аллее почётного захоронения.

## Награды и звания
- Заслуженный деятель искусств Азербайджанской ССР (24.05.1960)[6]
- Народный артист Азербайджанской ССР (29.06.1964)
- Народный артист СССР (06.05.1978)
- Орден Ленина (14.05.1982)
- Орден Трудового Красного Знамени (09.06.1959)
- Орден «Знак Почёта»
- Медали.

## Творчество
Симфонические произведения

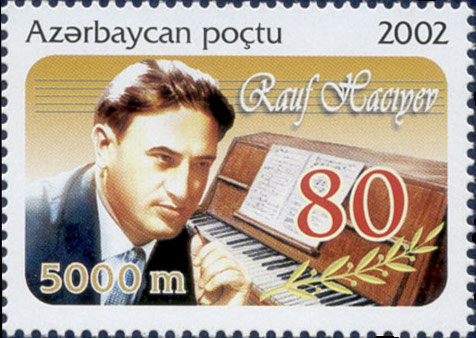
Почтовая марка Азербайджана, 2002 год

- 1950 — кантата «Весна» (слова С. Вургуна и Р. Рзы)
- 1952 — концерт для скрипки с оркестром
- 1953 — «Молодёжная симфония»
- 1954 — сюита «Танцевальные картинки»
- 1962 — «Хореографическая сюита»
- 1972 — «Алжирская сюита»
- 1976 — кантата, посвященная Самеду Вургуну
- 1982 — симфоническая поэма «Шейх Санан»
- 1983 — симфоническая поэма «Сабухи»
- 1984 — симфоническая поэма «Ази Асланов»

Оратории
- 1957 — «Повесть о свободе»
- 1964 — «Навеки вместе»
- 1966 — «Букет Азербайджана»

Сочинения для камерного оркестра
- 1965 — поэма-экспромт
- 1969 — поэма Памяти Дж. Джабарлы
- 1982 — симфония

Балеты
- 1969 — «Лезгинка» (балетная миниатюра)
- 1969 — «Яллы» (балетная миниатюра)
- 1972 — «Азербайджанская сюита» (балетная миниатюра)
- 1974 — «Три революции»
- 1975 — «Пламя»
- 1978 — «Урия»

Оперетты
- 1940 — «Проделки студентов»
- 1959 — «Соседи» (1960 — новая редакция под названием «Ромео, мой сосед»)
- 1963 — «Куба — любовь моя!»
- 1969 — «Не прячь улыбку» («Кавказская племянница»)
- 1971 — «Четвёртый позвонок»
- 1975 — «Мама, я женюсь»
- 1980 — «Перекресток»
- «Золотая каравелла» на либретто В. Брумеля
- «Тут и там» к 100-летию У. Гаджибекова

Другое
Пьесы для эстрадного оркестра, миниатюры для фортепиано «Тарантелла», «Лезгинка», «Дагестан» (1940), секстет для духовых инструментов (1967), балетный цикл — «Алжирские миниатюры» (1972), музыка к спектаклям (в том числе к спектаклю «Две семьи» Исмаилова (1955) и фильмам.
Автор около 100 песен, среди которых «Мой Азербайджан», «Бахар гялир» («Идёт весна»), «Севгилим» («Любимая»), «Баку», «Лейла».

### Фильмография
- 1941 — «Низами»
- 1956 — «Чёрные скалы»
- 1957 — «Песни счастья и труда»
- 1958 — «Коробка „Казбека“» (короткометражный)
- 1958 — «Тени ползут»
- 1958 — «Его 150 лет»
- 1959 — «Тайна крепости»
- 1959 — «Весна азербайджанской культуры»
- 1962 — «Я буду танцевать»
- 1963 — «Где Ахмед?»
- 1963 — «Ромео, мой сосед»
- 1966 — «Чернушка»
- 1967 — «Земля, море, огонь, небо»
- 1970 — «Ритмы Апшерона» (используемая музыка)
- 1976 — «Народ Азербайджана»
- 1977 — «Поэма о коммунистах»
- 1982 — «Композитор Рауф Гаджиев»
- 1987 — «Тут и там».